# Čičkovac
Čičkovac  (lat. Lappula), rod jednogodišnjeg raslinja iz porodice boražinovki, dio podtribusa Eritrichiinae. Pripada mu 74 vrste rasprostranjenih uglavnom po Euroaziji, dvije i u Hrvatskoj, to je stršeći čičkovac, L. patula, i ježasti čičkovac (L. squarrosa)
Ježasti čičkovac na glasu je kao štetni korov i invazivna vrsta koja je uvezena i u Sjevernu Ameriku.

## Vrste
1. Lappula aktaviensis Popov & Zakirov
2. Lappula alaica (Popov) Nabiev
3. Lappula albiflora (Riedl) Khoshsokhan & Kaz.Osaloo
4. Lappula anocarpa C.J.Wang
5. Lappula badachschanica (Popov) Popov
6. Lappula baitenovii Kudab.
7. Lappula balchaschensis Popov ex Golosk.
8. Lappula barbata (M.Bieb.) Gürke
9. Lappula botschantzevii Ovczinnikova
10. Lappula brachycentra (Ledeb.) Gürke
11. Lappula brachycentroides Popov
12. Lappula caespitosa C.J.Wang
13. Lappula cenchroides A.Nelson
14. Lappula coronifera Popov
15. Lappula cynoglossoides (Lam.) Gürke
16. Lappula deserticola C.J.Wang
17. Lappula diploloma (Fisch. & C.A.Mey.) Gürke
18. Lappula duplicicarpa Pavlov
19. Lappula dzharkentica Popov ex Golosk.
20. Lappula fruticulosa Ovczinnikova
21. Lappula glabrata Popov ex Pavlov
22. Lappula granulata (Krylov) Popov
23. Lappula heteracantha (Ledeb.) Gürke
24. Lappula heteromorpha C.J.Wang
25. Lappula himalayensis C.J.Wang
26. Lappula intermedia (Ledeb.) Popov
27. Lappula karelinii (Fisch. & C.A.Mey.) Kamelin
28. Lappula ketmenica Kudab.
29. Lappula korshinskyi Popov
30. Lappula krylovii Ovczinnikova, Pjak & A.L.Ebel
31. Lappula kulikalonica Zakirov
32. Lappula laxa X.M.Pi & Z.J.Wang
33. Lappula lenensis Popov ex Ovczinnikova
34. Lappula leonardii Riedl
35. Lappula lipschitzii Popov
36. Lappula lipskyi Popov
37. Lappula macra Popov ex Pavlov
38. Lappula macrantha (Ledeb.) Gürke
39. Lappula marginata (M.Bieb.) Gürke
40. Lappula microcarpa (Ledeb.) Gürke
41. Lappula mogoltavica Popov ex Czukav.
42. Lappula monocarpa C.J.Wang
43. Lappula nevskii Raenko
44. Lappula nuratavica Nabiev & Zakirov
45. Lappula occidentalis (S.Watson) Greene
46. Lappula occultata Popov
47. Lappula parvula Nabiev & Zakirov
48. Lappula patula (Lehm.) Menyh.
49. Lappula paulsenii (Brand) Popov
50. Lappula pavlovii Golosk.
51. Lappula physacantha Golosk.
52. Lappula popovii Zak.
53. Lappula pratensis C.J.Wang
54. Lappula ramulosa C.J.Wang & X.D.Wang
55. Lappula rechingeri Riedl
56. Lappula redowskii (Hornem.) Greene
57. Lappula rupestris (Schrenk) Gürke
58. Lappula rupicola Zakirov
59. Lappula saissanica Aralbaev
60. Lappula saphronovae Kamelin
61. Lappula semialata Popov
62. Lappula semnanensis Riedl & Iranshahr
63. Lappula sericata Popov
64. Lappula shanhsiensis Kitag.
65. Lappula spinocarpos (Forssk.) Asch.
66. Lappula squarrosa (Retz.) Dumort.
67. Lappula stricta (Ledeb.) Gürke
68. Lappula subcaespitosa Popov ex Golosk.
69. Lappula tadshikorum Popov
70. Lappula tianschanica Popov & Zakirov
71. Lappula transalaica (B.Fedtsch. ex Popov) Nabiev
72. Lappula tuvinica Ovczinnikova
73. Lappula zaissanica (Aralbaev) Aralbaev

## Vanjske poveznice
|  | Zajednički poslužitelj ima još gradiva o temi Lappula |
|  | Wikivrste imaju podatke o taksonu Lappula             |